# Almadraba

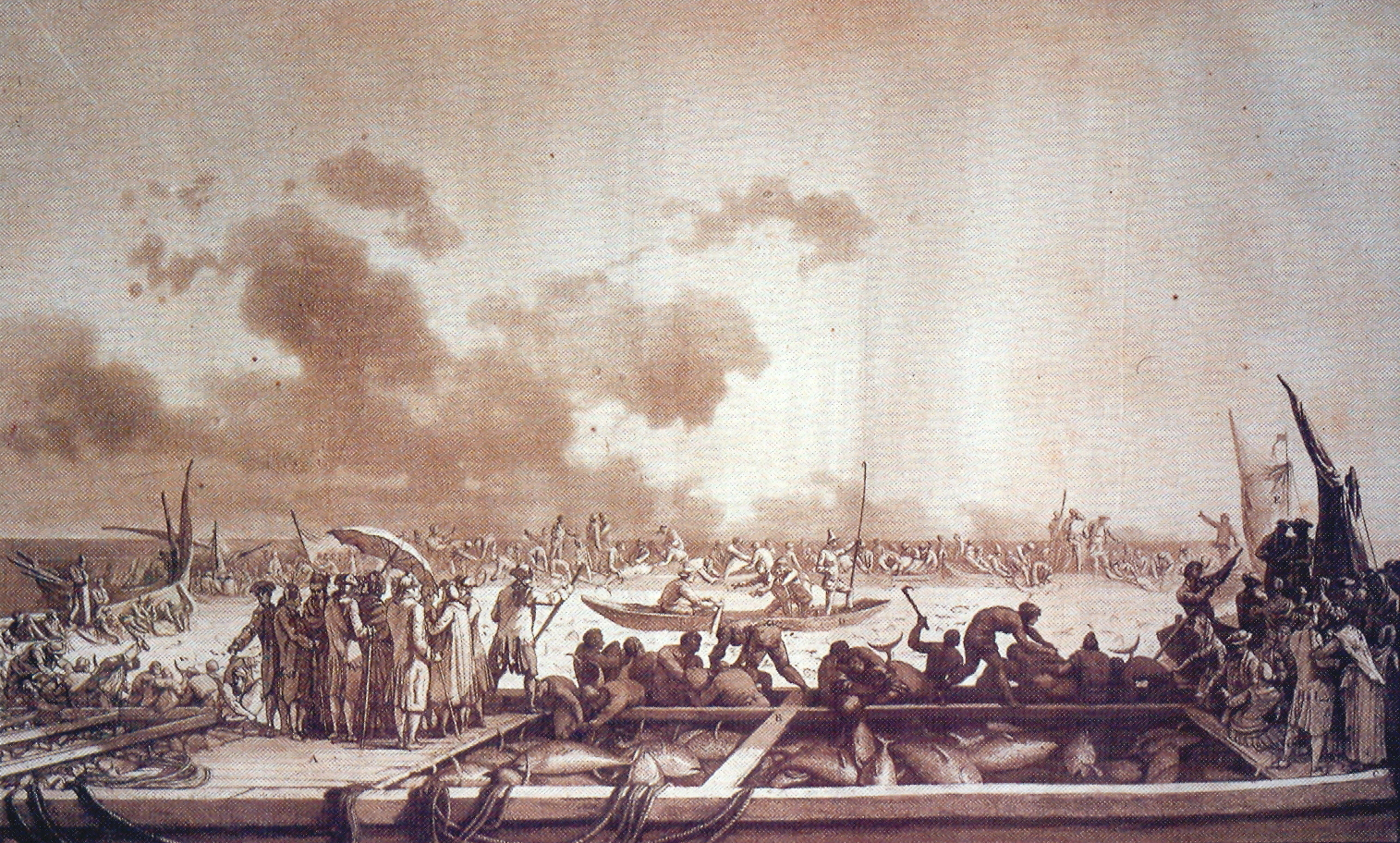
La pêche du thon en Sicilia;
aguafuerte de Jean-Pierre Houël, 1782.

La almadraba (del árabe andalusí المضربة, almaḍrába, «lugar donde se golpea o lucha»),  también llamada atunara, es una de las técnicas para la captura del atún empleada en Italia, Marruecos, Francia, Portugal (principalmente en el Algarve) y el sur de España (Andalucía, Comunidad Valenciana, Región de Murcia y Ceuta),  aprovechando la migración de atunes del Atlántico al Mediterráneo (y de vuelta) que se utiliza desde tiempos prerromanos. Consiste en instalar un laberinto de redes en el paso de los atunes, que normalmente se sitúa cerca de la costa. En Sicilia el método se denomina tonnara, de tonno («atún»).

## Uso

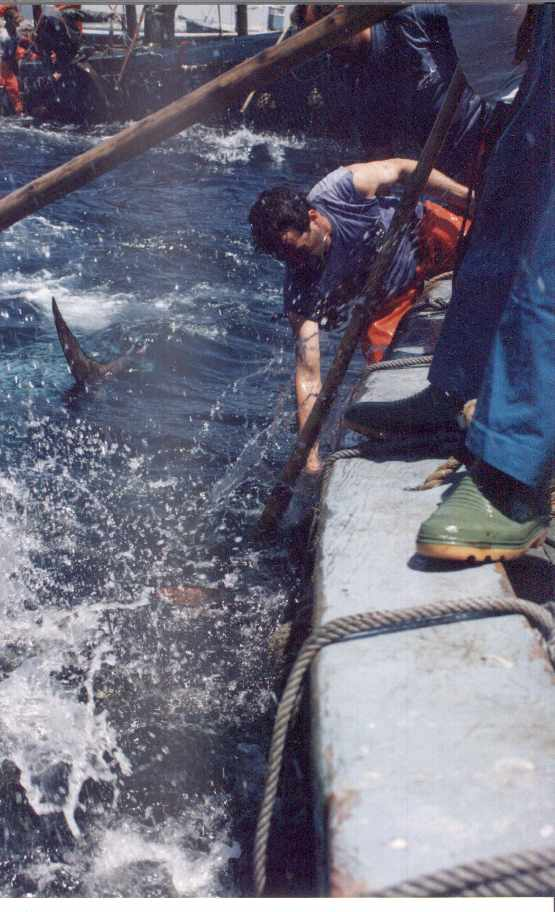
Pesca con bicheros.

Han sido caladas almadrabas desde los puertos de Cádiz, Chiclana de la Frontera, Conil de la Frontera, Barbate, Rota, Zahara de los Atunes, La Línea de la Concepción, Nueva Umbría, Isla Cristina, Ceuta y Tarifa, entre otros. Esta técnica pesquera también es utilizada en el sureste español, en la Región de Murcia, más concretamente en la bahía de Mazarrón, en el pueblo de La Azohía, Cartagena, así como  en distintos puntos de la provincia de Alicante, como son Denia, Jávea, Benidorm, Villajoyosa e Isla de Tabarca.
Las características físicas y bioclimáticas que se dan en las costas onubense y gaditana hasta el estrecho de Gibraltar, han hecho de este entorno un lugar privilegiado para la pesca. El proceso comienza cuando los atunes, en su emigración desde el círculo polar ártico hasta el mar Mediterráneo, pasan por el estrecho de Gibraltar. La práctica totalidad de las almadrabas caladas en el Mediterráneo, desde el siglo XVIII hasta mediados de 1950, han estado capitaneadas por arraeces (jefes de todas las faenas que se ejecutan en la almadraba) de Benidorm (Alicante), considerados los nativos de este pueblo como auténticos expertos en este arte de pesca durante siglos.[cita requerida]

## Técnica
La almadraba es un arte para la pesca del atún, la más simple de las cuales consiste en situar dos barreras con redes en la que se recogen los peces, atunes y otros que puedan llegar. Gracias a que hasta que se suben al barco siguen vivos, en el acto se pueden seleccionar y descartar las piezas pequeñas o inútiles. Entre los barcos y sobre la red bajan los pescadores más experimentados que se dedican a seleccionar los atunes que pueden pesar unos 200 kilos. La pieza elegida es desangrada y luego sus compañeros sobre el barco le clavan arpones y entre tres o cuatro hombres es subido a bordo, esto se repite con cada pieza. Una vez extraídos (pescados) los atunes, se sigue con las especies de menos porte.

## Historia

### La pesca del atún en el Golfo de Cádiz

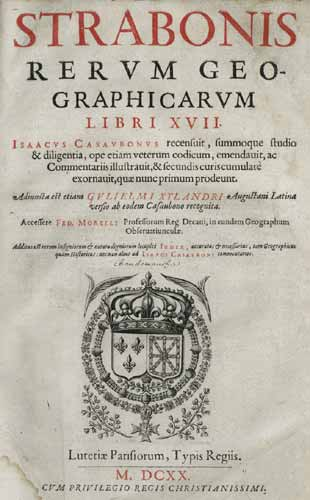
Edición de la Geografía de Estrabón de 1620 por Isaac Casaubon.

De la obra Posthoméricas de Quinto de Esmirna (Francisco Ant.º García Romero, Akal, 1997), el profesor F. A. García Romero aduce los versos IX 172-177 como muestra de este arte de pesca en el mundo grecolatino, en un símil en el que se compara la muerte sangrienta de los troyanos a manos de Aquiles con el mar ensangrentado en el proceso de esta técnica tradicional, en este caso para peces espada y en otros para los atunes (desde los Dardanelos y Turquía a Barbate, Conil y Zahara de los Atunes: cf. Opiano, Haliéuticas III 542 ss. y 620 ss.; Eliano, Historia de los animales XV 5):
"Como cuando a las orillas del Helesponto, rico en peces, los laboriosos pescadores arrastran a tierra la red abultada y, mientras todavía está dentro del mar, salta un mozo agarrando en sus manos una porra curva (dóry, aquí palo, mejor que lanza, arpón) y les da horrible muerte a los espadartes: por doquier abate a los que encuentra y con la matanza se enrojece el agua".
(Sobre los problemas textuales del original griego, con las interesantes y curiosas descripciones de la almadraba por el renacentista Pedro de Medina y la Segunda  parte  de  Lazarillo de Tormes, contamos con un magnífico artículo del profesor y académico Juan Gil, "Quinto de Esmirna, IX, 172ss.", CFC [g]: Estudios griegos e indoeuropeos 32, 2022: 337-339.)
Existen numerosos yacimientos arqueológicos costeros en el Golfo de Cádiz relacionados con la pesca, entre los que destaca Baelo Claudia. La abundancia de atunes y la presencia de la industria de salazón de pescado en la zona es descrita por Estrabón en su obra Geografía:

Se reúnen también en esta zona muchos atunes que vienen de otras partes de la costa exterior, gordos y voluminosos (...) Y los atunes cuanto más se aproximan a las Columnas viniendo del exterior, tanto más adelgazan por falta de alimento.
Geografía, III 2,7.

Y tampoco escasea la industria de salazón de pescado, procedente tanto de la zona como del resto del litoral más allá de las Columnas.
Geografía, III 2,6.

Guzmán el Bueno, fundador de la Casa de Medina Sidonia, recibió del rey Sancho el Bravo en 1294 el privilegio de armar almadrabas desde el río Guadiana hasta la costa del Reino de Granada. Este privilegio fue ratificado por Fernando IV en 1299, por Enrique II en 1376 y por otros documentos sucesivos mencionados en 1773 por Manuel Belinchón, escribano del rey Carlos III. Estos privilegios no estuvieron exentos de disputas y fueron confrontados por el Concejo de Cádiz, el Concejo de Tarifa, Rodrigo Ponce de León (I duque de Cádiz) y Fadrique Enríquez de Ribera (I marqués de Tarifa), entre otros, quienes tenían interés en calar sus propias almadrabas. Los duques de Medina Sidonia acuden a la autoridad real en múltiples ocasiones en defensa de sus privilegios, entre los que cabe destacar la sentencia del Real Concejo de Castilla emitida a causa de la queja de Alonso de Guzmán y Sotomayor, VII duque, en 1563 contra los vecinos de Tarifa.

Los sobrevenidos ni otra persona alguna, no pesquen, ni maten Atunes con ningún genero de Redes, sencillas, ni dobladas, ni en cualquier manera, en la Playa de esta Villa, y Pesquerias de ella, ni en toda la costa del mar del Andalucia, desde el rio de Odiana, hasta la costa del Reino de Granada, è cualquier Atún, è Atunes que se entraren, è tornaren en qualquier Red, los suelten luego, y dexen ir libremente: Y a que no hagan Almadrava, ni tengan Atalaya, Redes, Peltrechos, Cochillas, Chancas, ni otros aparejos para pescar, ni matar los dichos Atuntes, so pena de tres años de Galeras, que sirvan à S.M.: Y à que no perturben, ni inquieten en la antigua possession, vel casi, uso, è costumbre en que dicho Duque de Medina Sidonia ha estado, y està, y sus Predecessores, de hacer Almadravas, pescar y matar los dichos Atunes, desde el rio de odiana, hasta la costa del Reyno de Granada, y a que ningún otro lo haga.
Sentencia emitida por el Real Concejo de Castilla tras las quejas del VII duque de Medina Sidonia contra los vecinos de Tarifa

Los privilegios de la Casa de Medina Sidonia fueron abolidos de forma definitiva mediante la Real Orden de 20 de febrero de 1817. En 1828 se establecieron las condiciones para consignar las almadrabas a los gremios de pescadores y se aprobó el reglamento para las almadrabas de poniente (Golfo de Cádiz). Ello dio lugar a la proliferación de nuevas almadrabas y a la sobreexplotación de los recursos, por lo que muchas fueron abandonadas a causa de las pérdidas que generaban. La incorporación de nuevas técnicas fue lenta e ineficiente durante todo el siglo XIX.
La captura del atún con almadraba creció en las dos primeras décadas del siglo XX y en 1928 se constituyó en España el Consorcio Nacional Almadrabero, cuyo primer presidente fue el isleño Serafín Romeu Portas, con sede primero en Tarifa y posteriormente en Isla Cristina. El 18 de enero de 1973, el Consorcio Nacional Almadrabero toma la decisión de liquidar la sociedad, con lo que se procede al cierre de las almadrabas de las provincias de Huelva (Isla Cristina), Almería (Almería) y algunas de la provincia de Cádiz. Recientemente y gracias a la recuperación de la especie en el golfo de Cádiz, se especula con la vuelta a finales de la década de 2010 al calado de una almadraba en Isla Cristina, así como en Chiclana de la Frontera. En Isla Cristina se dan cita con cierta regularidad encuentros de capitanes de almadraba a nivel internacional, con participación de capitanes de Marruecos, Portugal e incluso Japón.